# Munib Younan

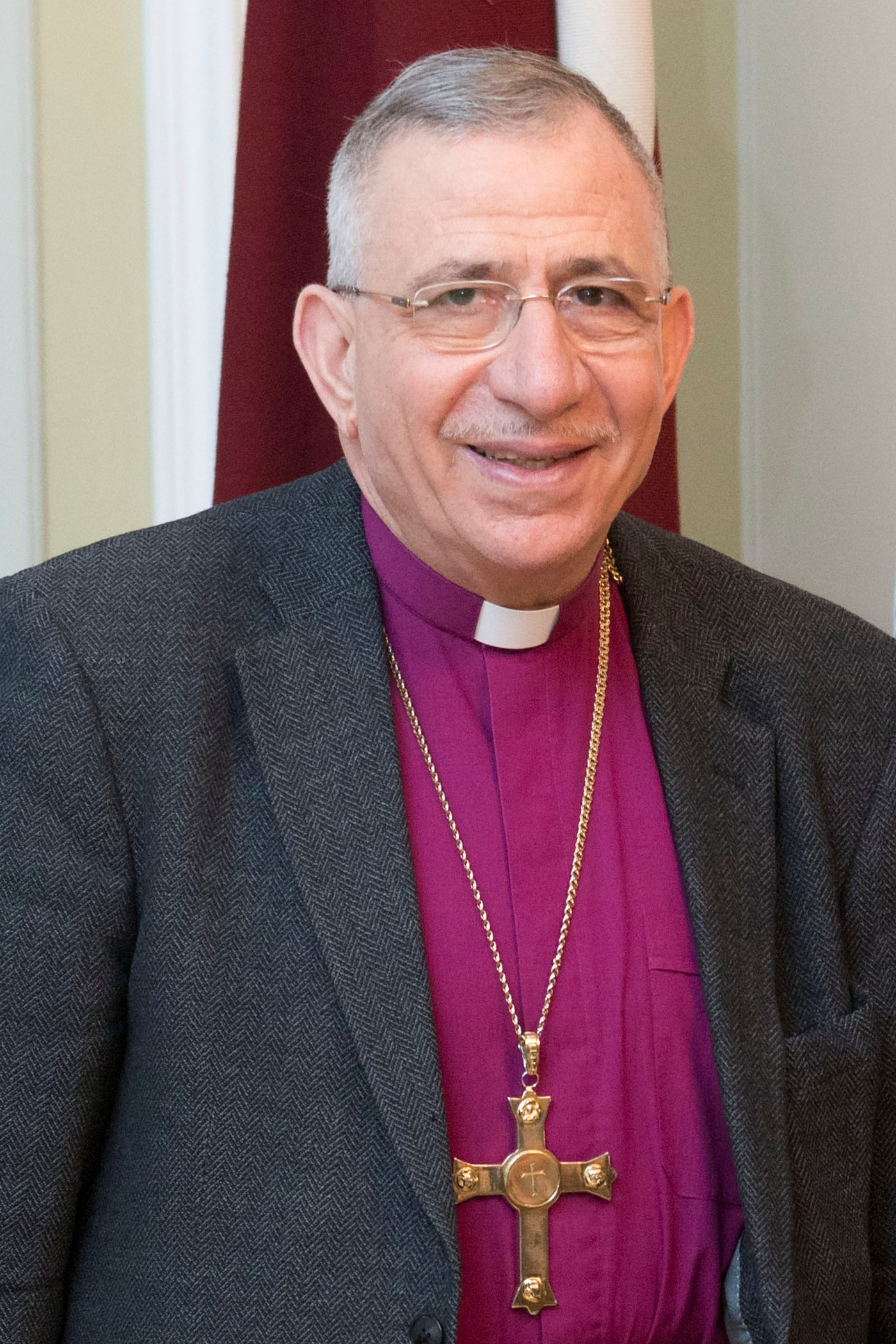
Bisschop Munib Younan in 2015

Munib Younan (Arabisch: منيب يونان, Hebreeuws: מוניב יונאן) (Jeruzalem, 18 september 1950) is een luthers bisschop-emeritus van de Evangelisch-Lutherse Kerk in Jordanië en het Heilige Land (ELKJHL) en voormalig voorzitter van de Lutherse Wereldfederatie.
Younan studeerde theologie in Helsinki en Chicago. Hij werd tot pastor gewijd in de Verlosserkerk te Jeruzalem en diende daarna het pastoraat in Beit Jala en Ramallah. Vanaf 1990 was Younan voorzitter van de ELKJHL-synode. Younan is sinds 1985 betrokken bij de Raad van Kerken van het Midden-Oosten. Hij neemt deel aan verschillende oecumenische en interreligieuze dialooginitiatieven in Jeruzalem. Younan participeert in de Raad van Religieuze Instellingen in het Heilige Land, die bestaat uit leiders van de joodse, islamitische en christelijke gemeenschappen van Jeruzalem. In 1993 maakte hij de eerste Arabische vertaling van de Augsburgse Confessie.
Younan werd in 1998 tot bisschop gewijd van de Evangelisch-Lutherse Kerk in Jordanië en het Heilige Land. In 2018 ging hij met emeritaat.
Van 2004 tot 2009 was Younan vicevoorzitter van de Lutherse Wereldfederatie voor de regio Azië. In 2010 werd hij verkozen tot voorzitter van de LWF. Deze functie oefende hij uit tot 2017.
- Bibsys: 5000665
- Gemeinsame Normdatei: 1132663377
- International Standard Name Identifier: 0000 0001 1453 1214
- Library of Congress Control Number: n2003100654
- Nationale Bibliotheek van Letland: 000255813
- Nationale Bibliotheek van Israël: 987007270264805171
- Virtual International Authority File: 98319670
- WorldCat: E39PBJd3QPD9VWwqFhtCWkG4MP